# Cnicus polyanthemus
Cnicus polyanthemus là một loài thực vật có hoa trong họ Cúc. Loài này được Bertol. mô tả khoa học đầu tiên năm 1819.